# Khandallah
La ville de Khandallah est une banlieue de la capitale Wellington, située dans le sud de l’île du Nord de la Nouvelle-Zélande.

## Situation
Elle est localisée à 4 km au nord-est du centre de la cité, sur une colline dominant le port de Wellington (en).
Elle est limitée au nord par la banlieue de Johnsonville, à l’est par la ville de Ngauranga, au sud par la banlieue de Kaiwharawhara et à l’ouest, celle de Ngaio

## Description
La partie nord-est de la banlieue est dominée par une large zone de parc, qui s'étend vers le nord en direction de la banlieue de Johnsonville par trois parcs, qui constituent cette réserve de terre, soit un total d’au moins 2 km2 sur les pentes du mont Kaukau (en).
Le sommet de son pic culmine à 445 m et fournit une vue impressionnante sur le port.
La ville de Khandallah a la réputation d'être l'une des banlieues les plus recherchées de Wellington (l’une des trois Three Ks avec Karori et Kelburn).

## Toponymie
Khandallah tire son nom de la ville de Khandela (en) au Rajasthan ou peut-être de Khandala (en) et est supposé signifier Resting place of God (espace du repos du dieu) dans une langue non spécifiée.
Depuis lors, la banlieue et les zones environnantes ont de nombreux noms en relation avec le sous-continent indien comme Calcutta Street et Simla Crescent.
Le nom provient des fermes construites dans le secteur en 1884 par le Capitaine James Andrew, qui était récemment revenu de travailler en Inde et qui avait été consul à Bagdad.
Quand le chemin de fer arriva dans la région, amené par la compagnie Wellington and Manawatu (en), Andrew aurait insisté pour que la gare soit appelée Khandallah avec le h à la fin du nom, ce qui donna en retour le nom pour les terrains entourant la gare de Khandallah (en) pour tous les trains, qui s'y arrêtèrent .
Toutefois, Edward Battersbee (parfois écrit Battersby) fut inscrit sur les listes électorales de 1864-1865 de la Province de Wellington (en) comme vivant à Khandallah, au niveau de Porirua Road le 23 avril 1864 quelque 20 ans avant l’arrivée d’Andrew, ce qui laisse penser que le nom était plus ancien.
De plus, Battersby avait lui aussi travaillé pour la Compagnie britannique des Indes orientales comme chirurgien vétérinaire dans la Cavalerie légère de Bombay, ce qui en fait l’origine la plus probable du nom de la banlieue.

## Histoire
En janvier 1868, Battersbee plaça les 450 acres de sa propriété, Khrandalah en vente.
Un autre colon de l'Armée indienne britannique était le capitaine Charles Sharp de la Bombay Native Infantry, qui vivait ailleurs mais acheta des terrains autour de la gare de Khandallah (en) et les confia au capitaine John Kirwan pour l'élevage des moutons.
En 1894, Robert Hanna les acheta pour les lotir .
Box Hill fut ainsi dénommé après qu’un poste de sentinelle a été établi durant la Maori Scare de 1846, près de l'église anglicane actuelle.
Quand la formation du borough d’Onslow fut proposée en 1889, Khandallah était déjà décrite comme un district et était finalement une partie du borough d’Onslow jusqu’à ce qu’il soit fusionné avec Wellington en 1919.
Khandallah était une zone majoritairement agricole jusqu’en 1920.
James Nairn construisit une ferme en 1869 sur l'ancien Ngatoto Native Reserve, maintenant appelé Nairnville Park.

## Activité économique
Le centre commercial de Khandallah, situé dans Ganges Road, possède un supermarché, un restaurant, un magasin de quartier et un pub ainsi qu'une bibliothèque et un hôtel de ville.
Ici, 90 magasins ouvrirent en 1920, dépassant les magasins existant initialement situés autour de la gare du chemin de fer .

## Installations

### Bibliothèque
La bibliothèque de Khandallah fut ouverte en 1953 au milieu du village de Khandallah sur Ganges road, après une pétition de 1947 lancée par l’écrivain local Fanny Irvine-Smith (en).
La bibliothèque dessert une moyenne de 1600 clients par semaine.
La station de mesure de la pluviosité locale du Greater Wellington Regional Council est localisé ici.

### Hôtel de ville
Le hall de la ville de Khandallah a une capacité de plus de 350 personnes comprenant 140 sièges et 20 tables et possède un étage avec cuisine et galerie.
Il fut construit en 1912 comme 'Khandallah Public Hall' .

### Centre de loisirs et parc
Le Nairnville Recreation Centre se caractérise comme un centre de sports multi-activités pour le basketball, le netball, le volleyball, et le badminton.
Un cours de squash est aussi disponible avec au-dessus, les pièces de la salle communautaire avec une cuisine ouverte pour la location.
Le parc de Nairnville comporte des terrains de sports, qui sont utilisés pour le football, le rugby et le cricket.
Un terrain artificiel de course fut ajouté en mars 2009.
Le parc comprend aussi un terrain de jeux pour les enfants, un terrain d’entraînement pour le cricket avec un half- pipe de skateboard. Le parc de Nairnville et le centre de loisirs sont dénommés d'après James et Louisa Nairn qui y possédaient une ferme.

### Piscine
La piscine d’été de Khandallah est un bassin de 30 mètres en extérieur, non chauffé, situé à l’extrémité de la Woodmancote Road No 45.

## Transport
La banlieue est desservie par la ligne de chemin de fer de banlieue de la branche de Johnsonville (en), qui la relie au centre de wellington et aux banlieues voisines.
Elle a trois gares qui sont la gare de Khandallah (en), la gare de box Hill (en) et la gare de Simla crescent (en).
Une partie de la banlieue à proximité du port et à distance des stations de chemin de fer est desservie par plusieurs bus du réseau Metlink : les lignes numéro 43 et 44 Khandallah - Strathmore (route bleu) et numéro 45 Khandallah via Ngaio.
L'ouverture de la gare et de la ligne vers Wellington en 1886 (maintenant la  branche de Johnsonville) permit aux habitants d’aller dans la journée travailler à Wellington, et la ligne fut électrifiée avec une fréquence accrue et des trains plus rapides dès l’année 1938 .
La population de Khandallah augmenta, passant de 766 habitants en  1916 à 2498 résidents en 1938 .
L'accès se faisait initialement via la Old Porirua Road (en) jusqu'à ce qu'un nouvel accès routier soit ouvert au niveau de Onslow Road en descendant de Hutt Road en 1920 et de Burma Road vers Johnsonville (supplantant Fraser Avenue) en  1936 .

## Éducation

### Bassin scolaire
Khandallah est situé à l'intérieur de la zone d'attraction de : 
- collège de fille de Wellington (en) ;
- collège d’Onslow (en) ;
- Raroa Normal Intermediate (en) ;
- St Oran's College[23].

### Écoles primaires
Khandallah a trois écoles primaires : Khandallah School, Cashmere Avenue School et St Benedict’s School.
- Cashmere Avenue School est une école, contribuant au système des écoles primaires publiques, accueillant les enfants des niveaux 0 à 6 avec un taux de décile de 10 et avec un effectif de 354 élèves en 2014[24].

- Khandallah School est une école contribuant au public pour le primaire et accueillant les enfants allant de l’année 0 à 6 avec un taux de décile 10 et un effectif de 402 élèves en 2014[24].

L'école est située sur Clark Street et le site fut occupé en premier par une école dès janvier 1893.
L'école de Khandallah n'a pas d’uniforme spécifique.
- St Benedict's School a un taux de décile de 10 et c’est une école primaire catholique, intégrée au public, accueillant les enfants de l'année 0 à 8, avec un effectif de 239 élèves en 2014[24].

L’école est située sur Nicholson Road et fut ouverte en 1952 par l’archevêque Peter Cardinal McKeefry (en). L’école fut intégrée au service public en 1981.

## Autres lectures
- (en)Julie Bremner, Wellington’s Northern Suburbs 1840-1918, Wellington, Millwood Press, 1983 (ISBN 0-908582-59-5), p. 73-79.
- (en)Julie Bremner, Wellington’s Northern Suburbs 1919-1945, Wellington, Millwood Press, 1987 (ISBN 0-908582-80-3).
- (en)Geoffrey B Churchman, The Story of The Wellington to Johnsonville Railway, Wellington, IPL Books, 1998 (1re éd. 1988) (ISBN 0-908876-05-X).
- (en)Joseph Kenneally, Khandallah: Looking Back, Wellington, Colonial Associates & Khandallah Home and School Association, 1979.